# Balla Gabir Kortokaila
Balla Gabir Kortokaila (12 settembre 1985) è un calciatore sudanese, di ruolo difensore.

## Carriera

### Club
Ha sempre giocato nel campionato sudanese.

### Nazionale
Ha esordito con la maglia della Nazionale nel 2008.